# وینگو (کنتاکی)
وینگو (به انگلیسی: Wingo) شهری در ایالت کنتاکی کشور ایالات متحده آمریکا است که جمعیت آن در سرشماری سال ۲۰۱۰ میلادی، ۶۳۲ نفر بوده‌است.